# Cossara
Cossara ou Kosara (em búlgaro: Косара) foi uma nobre búlgara do século X, parente do imperador Samuel da Bulgária (r. 997–1014), que casou-se com o príncipe João Vladimir de Dóclea, à época um prisioneiro búlgaro. Ela era filha de Teodoreto, um possível filho de João Crisélio, o magnata de Dirráquio e sogro do imperador Samuel. Seu casamento provavelmente ocorreu por volta do ano 1000.

## Biografia

### Origem e identidade
O historiador bizantino do século XI João Escilitzes considera-a como uma filha do imperador Samuel da Bulgária (r. 997–1014), mas as anotações feitas por Miguel de Dóclea na obra de Escilitzes corrigem isso ao interpolarem que seu pai chama-se Teodoreto; sugere-se que ele seja filho de João Crisélio, magnata de Dirráquio e sogro de Samuel. B. Prokić, o primeiro editor do manuscrito (Codex Vindobonensis hist. gr. 74) que contêm as anotações, mal-traduziu a nota e emendou o nome de seu pai como Teodora, assim dando a Cossara o nome Teodora Cossara, que é como ela é frequentemente conhecida na literatura acadêmica moderna.

### Casamento

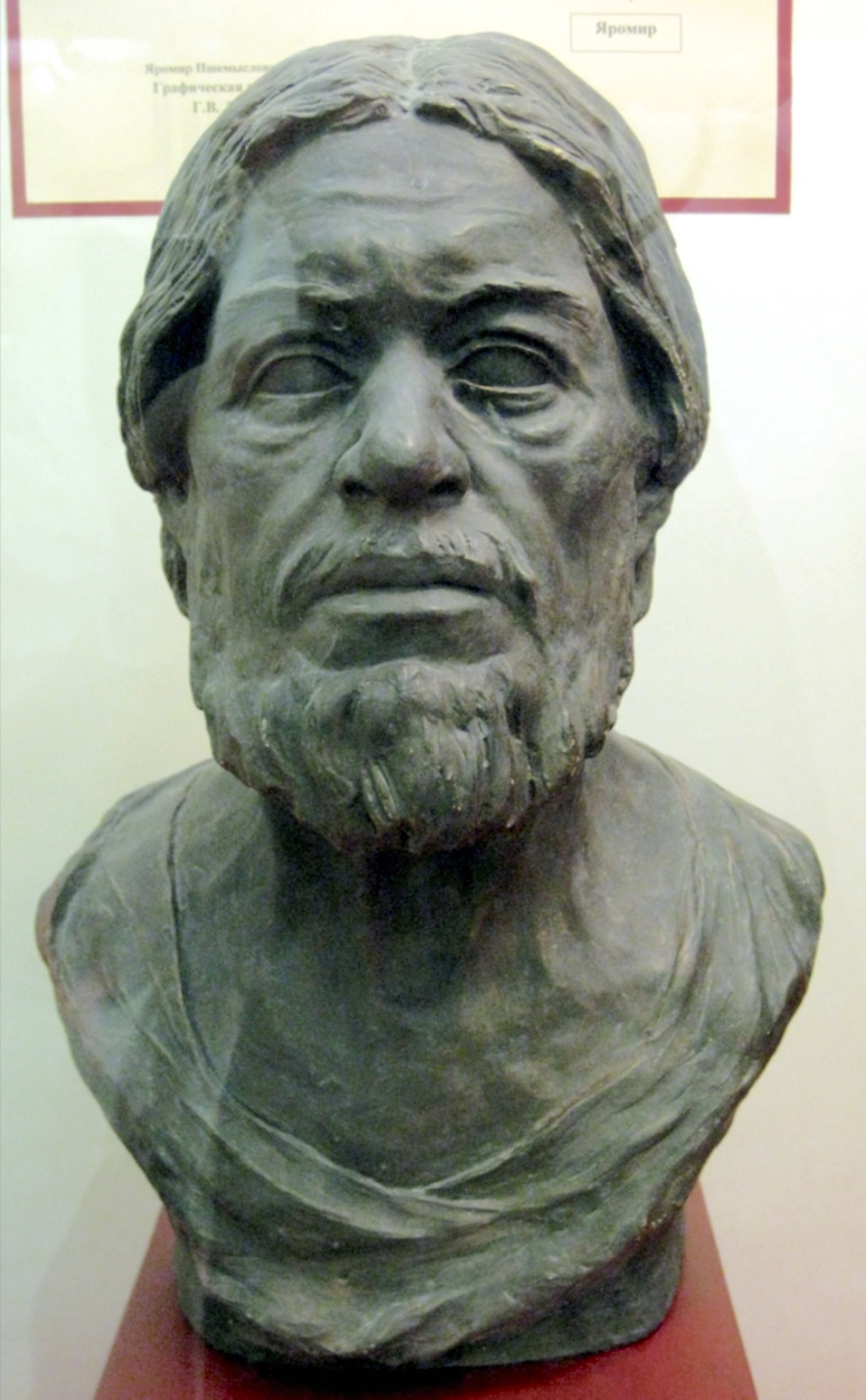
Busto reconstruído de Samuel da Bulgária r.

Cossara casou-se, ca. 1000, com o príncipe de Dóclea João Vladimir, que tinha sido derrotado e levado cativo pelo imperador Samuel. Uma tradição oral da história foi preservada no século XII na Crônica do Padre de Dóclea, que descreve o encontro dos dois assim:
| “ | E aconteceu que a filha de Samuel, Cossara, se animou e se inspirou por uma alma beatificada. Ela foi até seu pai e implorou para que ele permitisse que ela descesse com suas servas para lavar a cabeça e os pés dos prisioneiros acorrentados. Seu pai concedeu-lhe o pedido, ela desceu e realizou a boa ação. Notando Vladimir entre os prisioneiros, ela foi cativada por sua bela aparência, sua humildade, gentileza e modéstia; e pelo fato de ele ser sábio e conhecedor do Senhor. Ela parou para conversar com ele e para ela sua voz parecia mais doce que um favo de mel. | ” |
|   | — Crônica do Padre de Dóclea. |   |

Cossara se apaixonou profundamente pelo prisioneiro e implorou novamente para seu pai, desta vez para que ele permitisse que eles se casassem. Samuel, tendo conquistado muitas terras, buscava na época uma maneira de ligar seus súditos a ele de forma mais cordial e, por isso, permitiu o casamento. Ele devolveu Dóclea a João Vladimir, agora seu genro, e deu-lhe também a região de Dirráquio para que governasse como seu vassalo.
O imperador Samuel morreu em 1014 e foi sucedido pelo filho, Gabriel Radomir (r. 1014–1015), cujo reinado foi curto. Ele acabou assassinado pelo primo, João Vladislau (r. 1015–1018), que tomou-lhe o trono em 1015. Vladislau estava convencido que sua posição estaria ameaçado enquanto vivessem outros membros da família de Samuel e, por isso, armou para matar João Vladimir. Ele enviou mensageiros e exigiu que João se apresentasse na corte em Prespa, mas Vladimir, desconfiado, se recusou a ir; mesmo depois de muitas promessas e juramentos de que ele estaria seguro. Finalmente, Vladislau enviou-lhe uma cruz de ouro com uma nova promessa gravada, ao que Vladimir respondeu:
| “ | Acreditamos que nosso Senhor Jesus Cristo, que morreu por nós, foi pregado não numa cruz de ouro, mas numa de madeira. Assim, se sua fé e suas palavras forem verdadeiras, envia-me uma cruz de madeira pelas mãos de religiosos. Aí então, pela fé e pela convicção do Senhor Jesus Cristo, eu acreditarei na cruz da vida e no santo lenho. Eu irei. | ” |
|   | — Crônica do Padre de Dóclea. |   |

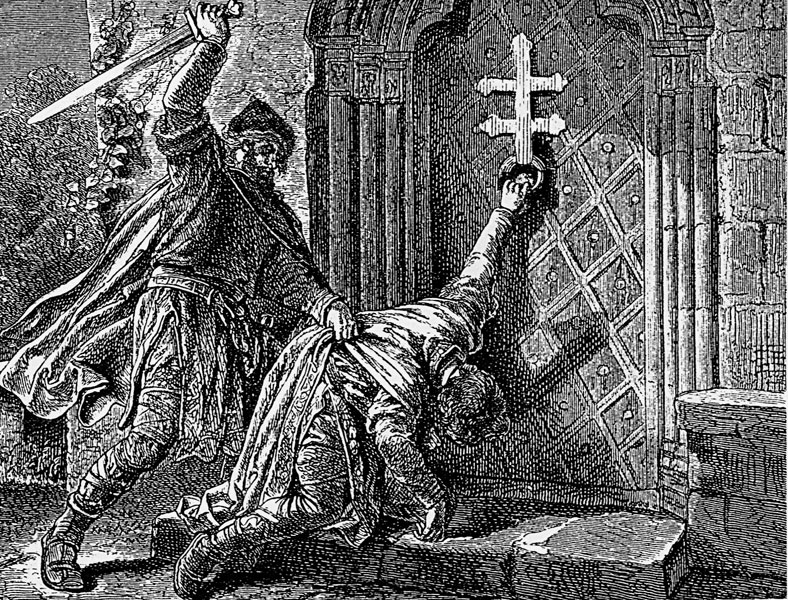
Desenho do século XIX representando a decapitação de João Vladimir

Dois bispos e um eremita foram enviados portando uma cruz de madeira e confirmaram que o imperador havia jurado sua segurança. Vladimir beijou a cruz, juntou alguns seguidores e partiu para Prespa. Logo que chegou, ele foi até a igreja para rezar. Quando ele saiu, foi atacado pelos soldados de Vladislau e decapitado, ainda com a cruz nas mãos; era dia 22 de maio de 1016. João Vladimir foi enterrado em Prespa, na igreja que acabara de deixar. Logo depois, ele foi reconhecido como santo e mártir. Dois ou três anos depois de seu enterro, Cossara transladou suas relíquias para Dóclea e o enterrou perto da corte em Crajina, na igreja do Mosteiro da Santíssima Teótoco. Ela não se casou novamente e, quando morreu, foi enterrada na mesma igreja, aos pés do marido.